# Безуйно
Безуйно (серб. Безуjно) — населенный пункт (деревня) в общине Чайниче, который принадлежит энтитету Республике Сербской, Босния и Герцеговина. По результатам югославской переписи населения 1991 года в Безуйно проживало 138 человек. Расположен на границе с Черногорией.

## Население
В населении деревни преобладают сербы, также значительна доля боснийской национальности.
| 1961                           | 1971 | 1981 | 1991 | - | - | - |
| ------------------------------ | ---- | ---- | ---- | - | - | - |
| 220                            | 219  | 179  | 138  | - | - | - |
| Гистограмма динамики населения |      |      |      |   |   |   |

### Национальный состав
1991 год:
- Сербы — 107 человек (77,54 %)
- Хорваты — 1 человек (0,72 %)
- Югославы — 0 человек (0,0 %)
- Мусульмане — 30 человек (21,74 %)
- Другие — 0 человек (0,00 %)